# Merindad de Valdeporres
Merindad de Valdeporres est une commune d'Espagne dans la communauté autonome de Castille-et-León, province de Burgos. Elle s'étend sur 120,17 km2 et comptait environ 462 habitants en 2011.